# Coppa delle Coppe 1996-1997
La Coppa delle Coppe 1996-97 fu la 37ª edizione del torneo UEFA tra le squadre vincitrici della Coppa nazionale.
Compresi i turni preliminari, si tenne dall'8 agosto 1996 al 14 maggio 1997 e fu vinta dal club spagnolo del Barcellona che nella finale tenutasi a Rotterdam (Paesi Bassi) sconfisse 1-0 il Paris Saint-Germain.

## Turno preliminare
| Squadra 1              | Totale | Squadra 2                  | Andata | Ritorno         |
| ---------------------- | ------ | -------------------------- | ------ | --------------- |
| MPKC Mozyr             | 2 - 3  | KR Reykjavik               | 2 - 2  | 0 - 1           |
| Shelbourne             | 2 - 5  | Brann                      | 1 - 3  | 1 - 2           |
| Llansantffraid         | 1 - 6  | Ruch Chorzów               | 1 - 1  | 0 - 5           |
| Honvéd Budapest        | 2 - 0  | Sloga Jugomagnat           | 1 - 0  | 1 - 0           |
| Varteks                | 5 - 1  | Lussemburgo                | 2 - 1  | 3 - 0           |
| Universitate Riga      | 2 - 2  | Vaduz                      | 1 - 1  | 1 - 1 (2-4 dcr) |
| Glentoran              | 1 - 10 | Sparta Praga               | 1 - 2  | 0 - 8           |
| Dinamo Batumi          | 9 - 0  | HB Tórshavn                | 6 - 0  | 3 - 0           |
| Sadam Tallinn          | 2 - 2  | Vinnycja                   | 2 - 1  | 0 - 1           |
| Chemlon Humenné        | 3 - 0  | Flamurtari                 | 1 - 0  | 2 - 0           |
| Sion                   | 4 - 2  | Kareda Šiauliai            | 4 - 2  | 0 - 0           |
| Olimpija Lubiana       | 1 - 1  | Levski Sofia               | 1 - 0  | 0 - 1 (2-4 dcr) |
| Stella Rossa           | 1 - 1  | Hearts                     | 0 - 0  | 1 - 1           |
| Qarabag Agdam          | 1 - 2  | MyPa                       | 0 - 1  | 1 - 1 (dts)     |
| Kotayk Abovian         | 1 - 5  | AEK Larnaca                | 1 - 0  | 0 - 5           |
| Constructorul Chisinau | 3 - 3  | Hapoel Ironi Rishon LeZion | 1 - 0  | 2 - 3           |
| Valletta               | 2 - 4  | Gloria Bistrita            | 1 - 2  | 1 - 2           |

## Sedicesimi di finale
| Squadra 1              | Totale | Squadra 2           | Andata | Ritorno     |
| ---------------------- | ------ | ------------------- | ------ | ----------- |
| Nimes                  | 5 - 2  | Honvéd Budapest     | 3 - 1  | 2 - 1       |
| Sturm Graz             | 3 - 3  | Sparta Praga        | 2 - 2  | 1 - 1       |
| Barcellona             | 2 - 0  | AEK Larnaca         | 2 - 0  | 0 - 0       |
| Constructorul Chisinau | 0 - 5  | Galatasaray         | 0 - 1  | 0 - 4       |
| Kaiserslautern         | 1 - 4  | Stella Rossa        | 1 - 0  | 0 - 4 (dts) |
| MyPa                   | 1 - 4  | Liverpool           | 0 - 1  | 1 - 3       |
| Sion                   | 6 - 0  | Vinnycja            | 2 - 0  | 4 - 0       |
| Arhus                  | 1 - 1  | Olimpija Lubiana    | 1 - 1  | 0 - 0       |
| Cercle Brügge          | 3 - 6  | Brann               | 3 - 2  | 0 - 4       |
| KR Reykjavik           | 1 - 2  | AIK                 | 0 - 1  | 1 - 1       |
| Benfica                | 5 - 1  | Ruch Chorzów        | 5 - 1  | 0 - 0       |
| AEK Atene              | 3 - 1  | Chemlon Humenné     | 1 - 0  | 2 - 1       |
| Gloria Bistrita        | 1 - 2  | Fiorentina          | 1 - 1  | 0 - 1       |
| Dinamo Batumi          | 1 - 4  | PSV                 | 1 - 1  | 0 - 3       |
| Vaduz                  | 0 - 7  | Paris Saint-Germain | 0 - 4  | 0 - 3       |
| Lokomotiv Mosca        | 2 - 2  | Varteks             | 1 - 0  | 1 - 2       |

## Ottavi di finale
| Squadra 1        | Totale | Squadra 2           | Andata | Ritorno |
| ---------------- | ------ | ------------------- | ------ | ------- |
| Sion             | 4 - 8  | Liverpool           | 1 - 2  | 3 - 6   |
| Nimes            | 2 - 3  | AIK                 | 1 - 3  | 1 - 0   |
| Fiorentina       | 3 - 2  | Sparta Praga        | 2 - 1  | 1 - 1   |
| Olimpija Lubiana | 0 - 6  | AEK Atene           | 0 - 2  | 0 - 4   |
| Brann            | 4 - 3  | PSV                 | 2 - 1  | 2 - 2   |
| Barcellona       | 4 - 2  | Stella Rossa        | 3 - 1  | 1 - 1   |
| Benfica          | 4 - 2  | Lokomotiv Mosca     | 1 - 0  | 3 - 2   |
| Galatasaray      | 4 - 6  | Paris Saint-Germain | 4 - 2  | 0 - 4   |

## Quarti di finale
| Squadra 1           | Totale | Squadra 2  | Andata | Ritorno |
| ------------------- | ------ | ---------- | ------ | ------- |
| Benfica             | 1 - 2  | Fiorentina | 0 - 2  | 1 - 0   |
| Paris Saint-Germain | 3 - 0  | AEK Atene  | 0 - 0  | 3 - 0   |
| Brann               | 1 - 4  | Liverpool  | 1 - 1  | 0 - 3   |
| Barcellona          | 4 - 2  | AIK        | 3 - 1  | 1 - 1   |

## Semifinali
| Squadra 1           | Totale | Squadra 2  | Andata | Ritorno |
| ------------------- | ------ | ---------- | ------ | ------- |
| Barcellona          | 3 - 1  | Fiorentina | 1 - 1  | 2 - 0   |
| Paris Saint-Germain | 3 - 2  | Liverpool  | 3 - 0  | 0 - 2   |

## Finale
| Arbitro: | Markus Merk |

| |              | |
| Ronaldo 36’ (rig.) | Marcatori    | |
| · Vítor Baía · Ferrer · Abelardo · F. Couto · Sergi · Guardiola · 46’ Popescu · 85’ de la Peña · 89’ Luis Enrique · Figo · Ronaldo | Formazioni   | · Lama · Fournier 58’ · N'Gotty · Le Guen · Domi · Leroy · Guérin 69’ · Raí · Cauet · Loko 78’ · Leonardo |
| · 46’ Amor · 85’ Stoičkov · 89’ Pizzi                                                                                              | Sostituzioni | · Algerino 58’ · Dely Valdés 69’ · Pouget 78’                                                             |
| Bobby Robson | Allenatori   | Ricardo Gomes                                                                                             |

## Classifica marcatori
| Gol |  |  | Giocatore         | Squadra             |
| --- |  |  | ----------------- | ------------------- |
| 7   |  |  | Robbie Fowler     | Liverpool           |
| 5   |  |  | Ronaldo           | Barcellona          |
| 4   |  |  | Hakan Şükür       | Galatasaray         |
|     |  |  | Gabriel Batistuta | Fiorentina          |
|     |  |  | Patrice Loko      | Paris Saint-Germain |
|     |  |  | Pascal Simpson    | AIK                 |
|     |  |  | Mons Ivar Mjelde  | Brann               |